# Cyphocerastis tristis
Cyphocerastis tristis är en insektsart som beskrevs av Karsch 1891. Cyphocerastis tristis ingår i släktet Cyphocerastis och familjen gräshoppor. Inga underarter finns listade i Catalogue of Life.